# Varde Idrætsforening
Varde Idrætsforening (eller Varde IF, VIF) er en fodboldklub hjemmehørende i den sydvestjyske by Varde. Klubben har trænings- og kampfaciliteter ved Varde Fritidscenter/Sydbank Stadion samt Lykkesgaardsskolen. Varde IF spiller i hvide trøjer, sorte bukser, sorte strømper. Udebane: Røde trøjer, sorte bukser og sorte strømper.
Varde IF's førstehold i herresenior er en overbygning og betegnes som Varde IF elite. Cheftræner i Varde IF elite er Søren Pallesen.
Fodboldklubbens herrer og damer spiller i tøj af mærket Hummel.
Klubbens herrer spiller i Danmarksserien. Varde IF kvinder spiller i 3F ligaen.

## Historie
Varde IF dannedes ved en sammenslutning af Varde Gymnastikforening (VG) og Varde Boldklub (VB) den 1. januar 1975 efter tre tidligere mislykkedes forsøg på en fusion. VG blev stiftet i 1921, hvor man startede med gymnastik, kricket samt fodbold. VB stiftedes i 1944 under navnet Arbejdernes Boldklub, som dog blev ændret i 1954 til Varde Boldklub, og forblev en ren fodboldklub igennem hele dens levetid.
Varde IFs bedste pokalresultat kom i forbindelse med DBUs Landspokalturnering for herrer 2010/11. Da klubbens førstehold for herrer spillede sig frem til fjerde runde, hvor man på hjemmebane mødte Brøndby IF den 22. september 2010. Kampen endte med en sejr på 4-2.
I 2007/08 spillede Klubbens førstehold for herrer sig frem til fjerde runde, hvor man på hjemmebane mødte de danske mestre fra F.C. København. Kampen endte med et 4-0 nederlag foran 3.279 tilskuere (rekord) på Sydbank Stadion.
Siden 2010 har Eliteholdet spillet i 2. division Vest eller Danmarksserien i fodbold.

### Kvindeholdet
I løbet af 1960'erne var der flere og flere kvinder, der begyndte at spille fodbold. Det skete også i Varde, og sidst i tresserne blev der oprettet en union i vest for de kvinder, der gerne ville spille. For mange af de spillere, der havde spillet indtil nu, var det meget naturligt, at de meldte sig ind i Varde Boldklub. Den 3. februar 1971 blev kvinderne således optaget i klubben på lige fod med mændene. Varde stillede med tre hold, et hold senior, et hold ynglinge og et hold piger.
Det gik hurtigt fremad for kvindeholdet og allerede i 1982 havde klubben spillet sig i Kvinde-Danmarksserien. I 1988 havde holdet spillet sig i 1. division, og allerede i det første år, efteråret 1989, fik Vardedamerne bronzemedaljerne hængt om halsen. I sæsonen 2008/09 spiller Varde IF's seniorkvinder i 1. division.